# Куруминас-и-Виньо, Жуан
Жуа́н Куруми́нас-и-Виньо́ (Жоан Короминес; кат. Joan Coromines i Vigneaux; 21 марта 1905, Барселона — 2 января 1997, Пинеда-де-Мар, район Маресме) — испанский каталонский лингвист, профессор, внёсший значительный вклад в изучение каталанского, испанского и других языков Пиренейского полуострова.

## Биография
Родился 21 марта 1905 года в Барселоне в семье муниципального политика. Интерес к лингвистике проявил ещё в раннем возрасте, учился на факультете философии и лингвистики Барселонского университета, завершив своё обучение дополнительными курсами в университетах разных европейских городов. В это же время он на всю жизнь проникся прокаталонскими убеждениями. В 1930 году поступил на работу в Институт каталанских исследований, год спустя защитил докторскую диссертацию. Был вынужден эмигрировать из Испании во время Гражданской войны 1936—1939 годов, некоторое время скитался по разным странам и в итоге занял профессорскую кафедру в Чикагском университете в 1948 году.
Позже Жуан Куруминас вернулся к Каталонии и до конца жизни работал над словарями и «Ономастиконом».
При жизни он несколько раз был удостоен различных наград от испанского правительства, несмотря на далеко не однозначное отношение к Каталонии, каталанскому языку и каталонизму со стороны Мадрида.
Предложил гипотезу о существовании так называемого соротаптического языка (индоевропейского языка в Иберии, существовавшего до прихода кельтов).
В честь Куруминаса в апреле 2006 года Чикагский университет открыл кафедру каталанских исследований имени Жуана Куруминаса (кат. Càtedra Joan Coromines d’Estudis Catalans).
Скончался 2 января 1997 года в Пинеда-де-Мар, Маресме. Похоронен на Монжуикском кладбище в Барселоне.

## Основные работы
- «Полный этимологический словарь каталанского языка» (кат. Diccionari etimològic i complementari de la llengua catalana), который исследует происхождение большинства слов в современном каталанском языке;
- «Ономастикон Каталонии» (лат. Onomasticon Cataloniae), документирующий все топонимы и гидронимы на территориях каталаноязычного населения;
- «Этимологический словарь неоднозначностей испанского языка в Испании и других странах» (исп. Diccionario Crítico Etimólogico Castellano y Hispánico).

## Награды и премии
- стипендия Гуггенхайма (1945);
- Каталонская премия за литературные заслуги (1984);
- премия «Золотая лира» (1972);
- премия критиков журнала «Serra d’Or»
- премия Института каталанской литературы (1996);
- Испанская литературная национальная премия (1989);
- Почётный доктор Барселонского автономного университета
- Premi Nacional a la Projecció Social de la Llengua Catalana (1995);
- Vives University Network Medal of Honor (1998);
- Prize of Honor Lluís Carulla (1981);
- стипендия Гуггенхайма (1948);
- стипендия Гуггенхайма (1957).